# Restanque
Ne doit pas être confondu avec mur de soutènement.

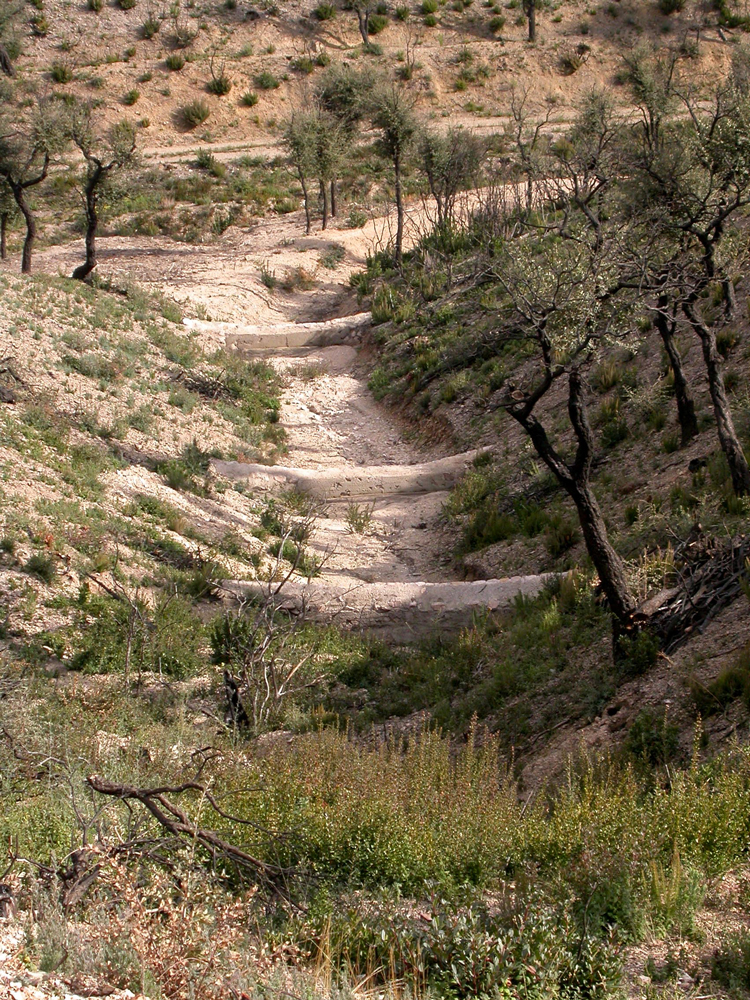
Restanques modernes en béton construites par l'ONF en travers d'un ravin dans l'Esterel.

Restanque est la francisation du provençal restanco (en occitan normalisé restanca), terme employé en basse Provence et désignant au sens propre un mur de retenue en pierres sèches, parementé sur les deux côtés, barrant le lit d'un torrent intermittent pour provoquer un atterrissement en amont (tout en laissant passer l'eau) et créer ainsi une terrasse de culture permettant des cultures dans des endroits escarpés. 

## Terminologie

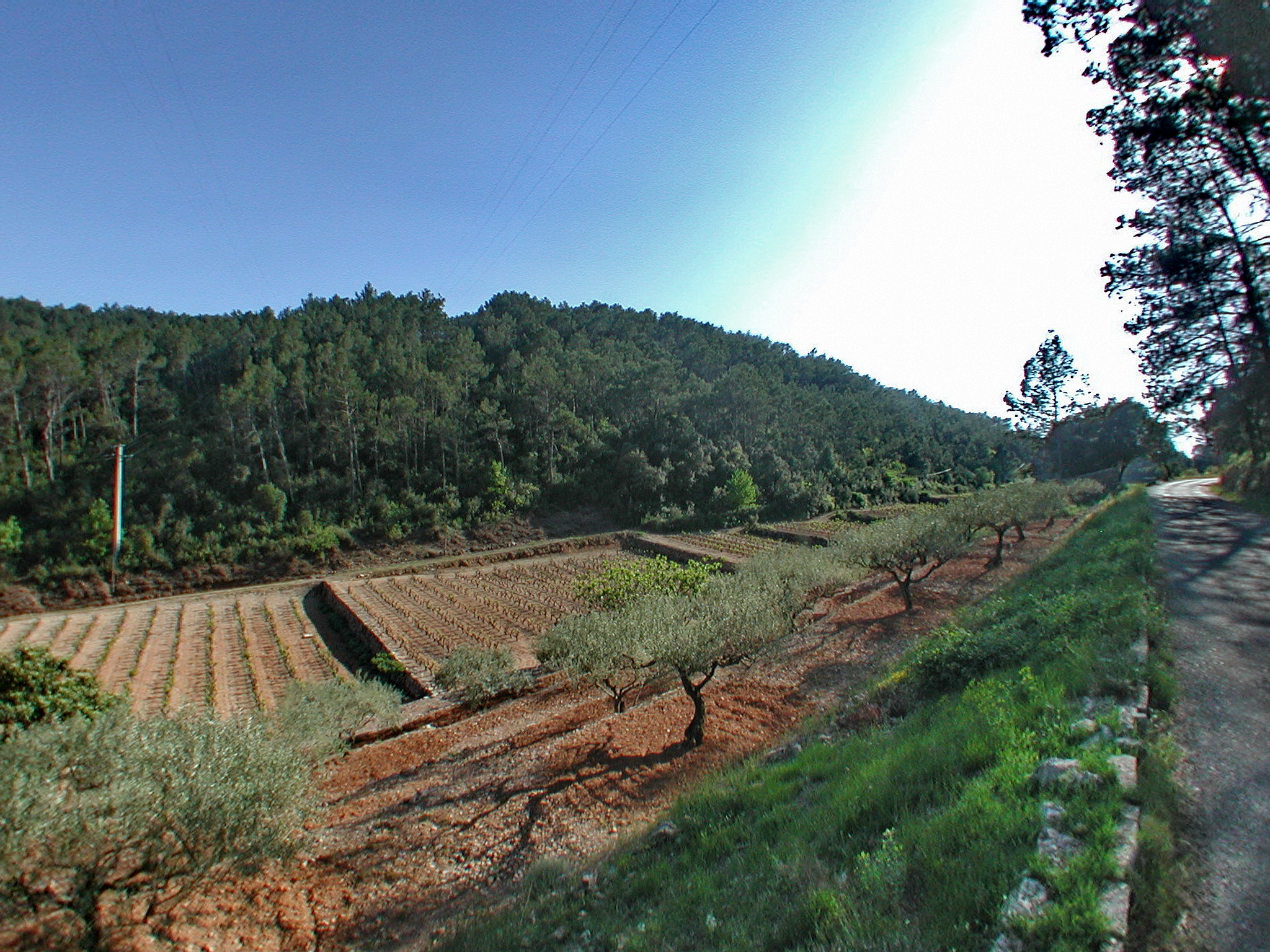
Restanques stricto sensu ou recavades au Thoronet (Var), barrant un vallon, avec écoulement latéral.

Le sens premier de « retenue » est attesté par cette citation du début du XVIIIe siècle concernant un terroir à Saint-Martin-de-Castillon en Vaucluse : « [nous] avons vu aussi un gros et moyen fossé du costé du couchant estant besoin d'y faire de bonnes restanques ».
À la différence du mur de soutènement, qui est à un seul parement, la restanque comporte deux parements. Elle ne devient mur de soutènement que lorsque le colluvionnement en arrière du mur a abouti à la constitution d'une terrasse.
L'agriculteur provençal s'est attaché non seulement à aménager en terrasses les versants de collines mais aussi à combler les ravins provoqués par le déboisement.
Aujourd'hui, sous l'influence d'une littérature touristique peu soucieuse d'exactitude, le terme a pris le sens de muret de soutènement en pierres sèches, construit sur un flanc de colline plus ou moins escarpé, pour établir une terrasse de culture. Pour Edmond F. Barbier, la « restanque, synonyme de terrasse, est destinée à lutter efficacement contre le glissement des terres cultivées sur des terrains en pente ». La mécanisation des sols a accentué leur disparition, mais on trouve encore des murets constituant des paliers perpendiculairement à la dénivellation des terrains.

## L'âge d'or desrestanques

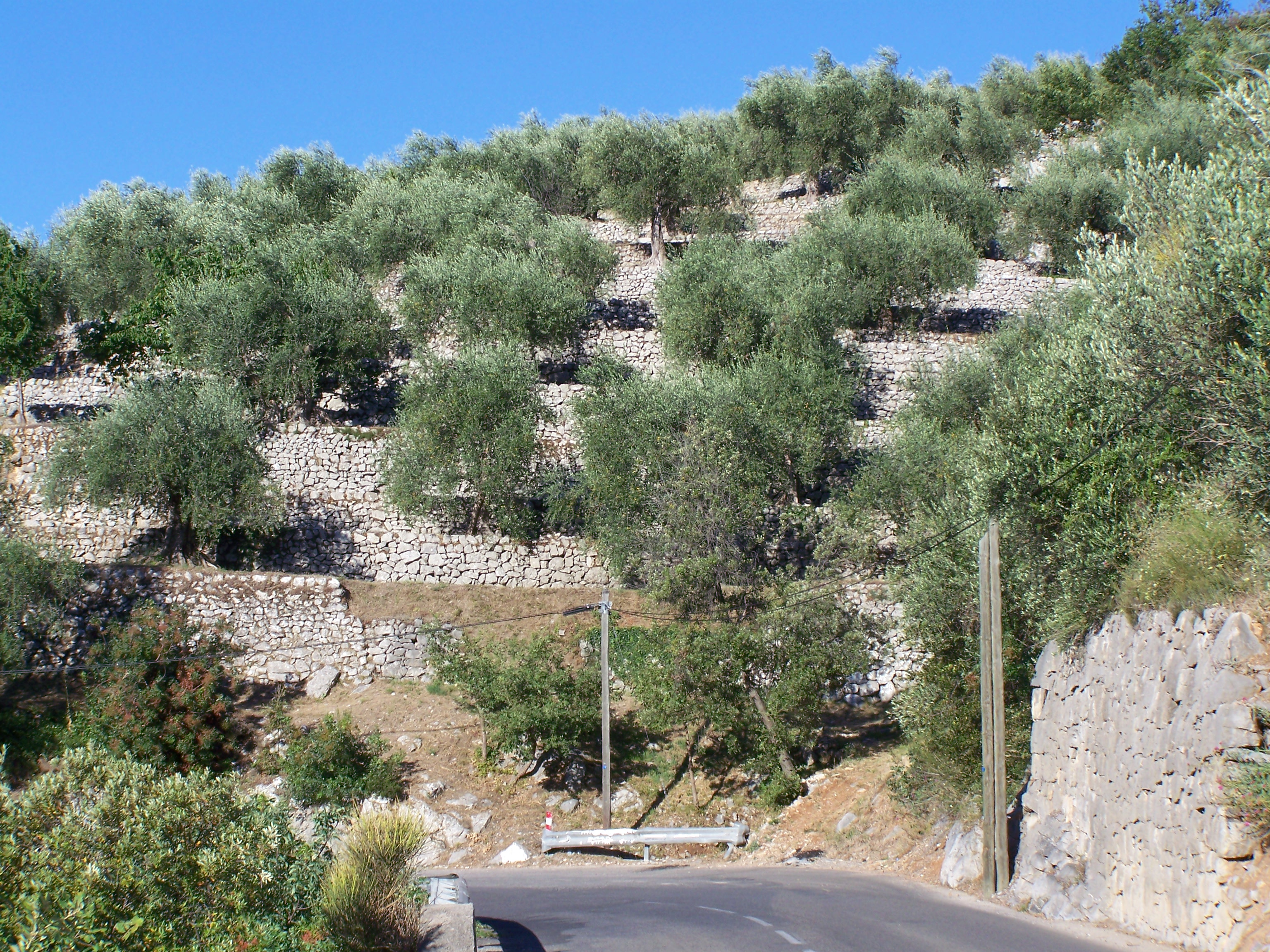
Oliviers « cailletiers » sur bancaus à Levens (Alpes-Maritimes).

Les restanques se sont généralisées en Provence à partir de la fin du XVIIIe siècle avec la conquête des terres incultes suscitée par l'accroissement démographique, l'introduction du mûrier ; leur construction se poursuivra durant la première moitié du XIXe siècle avec le partage des biens communaux.
Elles ont été aussi un moyen de lutte efficace contre l'érosion provoquée par les déboisements importants des siècles précédents.

## Bancaous,faïsseset rideaux

### Bancaous
Le terme provençal bancau (prononcé bancaou) (en  languedocien bancal), signifie au sens propre « plate-bande », « planche cultivée », et au sens large « banquette de terre », « gradin de culture », étant entendu que le mot n'implique pas automatiquement la présence d'un mur de soutènement.

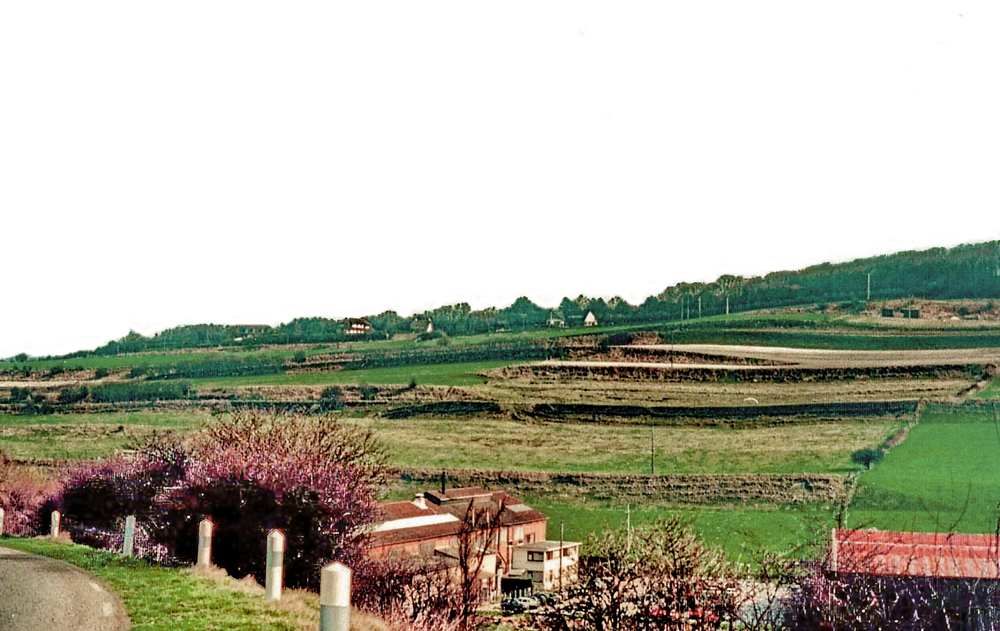
Royons ou rideaux de culture dans le pays de Caux (Seine-Maritime).

### Faisses/Faïsses
Le vieux mot français faisse et son pendant occitan faissa (refrancisé en faïsse) désignent, dans un contexte foncier ou agricole, une bande ou lanière de terre, en terrain plat comme en terrain pentu. Ce sens premier, conforme à l'origine latine du terme — fascia signifiant « bande » — est attesté dans les archives notariales du XVIIe siècle.
Aujourd'hui, le sens du mot tend à se restreindre à celui de bande de terre soutenue par un mur, en particulier dans les Cévennes, le Rouergue mais rien n'interdit de parler, selon le cas, de faïsses sur mur, faïsses sur talus, faïsses en terrain plat.

### Rideaux
Les rideaux  ou talus qu'on ne rencontre que sur les versants, sont des aménagements destinés à lutter contre l'érosion par ruissellement et ayant pour résultat la formation de terrasses (à distinguer des terrasses dilluviales). 
Ces aménagements sont désignés par un très grand nombre de vocables selon leur situation géographique. 
En Picardie, où ils ont pour nom royons, ils sont attestés dès les XIIIe et XIVe siècles.

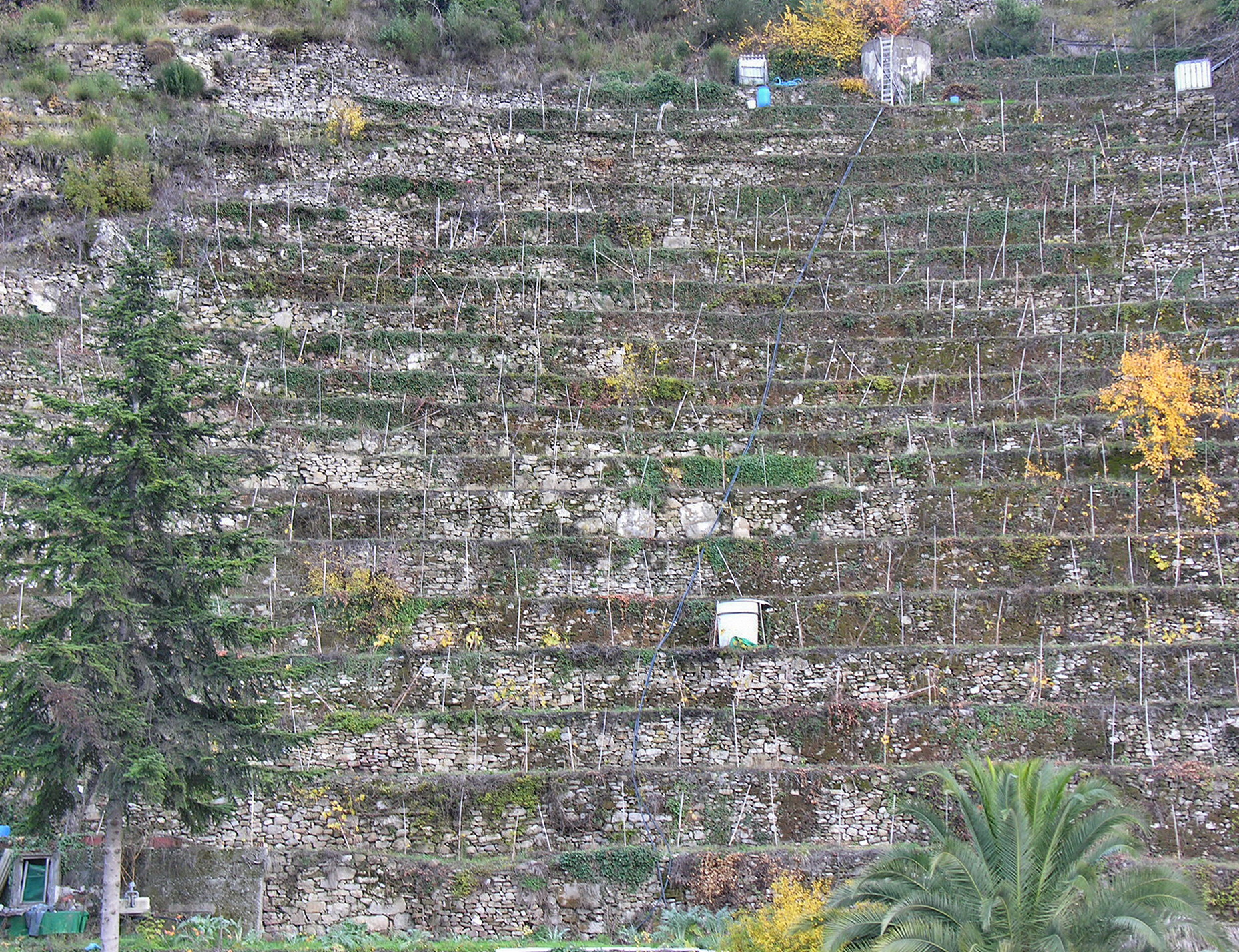
Terrasses de culture (maxei) à Castelvittorio en Italie.